# Reza Hajatpour
Reza Hajatpour (geboren 1958 im Nordiran) ist ein Philosoph, Islamwissenschaftler und Schriftsteller. Er ist Hochschulprofessor an der Friedrich-Alexander-Universität Erlangen-Nürnberg (FAU), Philosophische Fakultät und Fachbereich Theologie. Hajatpour ist Vertreter der Diskurskritik der islamischen Theologie und vertritt eine human- bzw. menschenrechtsethische Existenzphilosophie. 

## Biografie
Hajatpour ist ein Urenkel von Scheich Ali Taleghani Sohani (bekannt als Tanha, gest. 1932), einem der elf Bildungsstifter, die zahlreiche moderne Schulen in Iran gegründet hatten.
Hajatpour absolvierte ein theologisches Studium im Iran. Er kritisierte das politische Konzept über die „Herrschaft des religiösen Gelehrten“ von Ruhollah Chomeini und den herrschenden religiösen Despotismus im Iran. 1985 verließ er seine Heimat und ging nach Deutschland ins Exil. Seine Erinnerungen an die islamische Revolution hielt er in der Autobiographie „Der brennende Geschmack der Freiheit“ (Suhrkamp) fest. In Deutschland folgte ein Studium der Philosophie, Islamwissenschaft (auch zum Teil der Iranistik) und Politikwissenschaft in Heidelberg, Bonn und Bamberg. Hajatpour studierte u. a. bei Anton Schall, Klaus von Beyme, Manfred Gustav Schmidt, Bert Fragner, Heinz Robert Schlette und Michael Hampe. Im Jahr 1993 erhielt er ein Auslandsstipendium für einen einjährigen Studienaufenthalt an der American University in Cairo.
1997 wurde er Stipendiat der Friedrich-Ebert-Stiftung für sein Promotionsprojekt mit dem Titel „Die iranische Geistlichkeit zwischen Utopie und Realismus“. Im Jahr 2000 schloss Reza Hajatpour seine Promotion mit der Endnote im Rigorosum: „summa cum laude (0,00)“ ab, wofür er im selben Jahr den Förderpreis der Otto-Friedrich-Universität Bamberg erhielt. Von 1999 bis 2002 war er Dozent an der Martin-Luther-Universität Halle-Wittenberg und anschließend bis 2011 an der Universität Bamberg. Schließlich ließ er sich an der Universität Bamberg im Fach Islamwissenschaft habilitieren.
In seinem Studium beschäftigte er sich u. a. mit Ibn Miskawaih, Zakaryā ar-Rāzī (Rahzes) al-Farabi, Ibn Sina (Avicenna), Ibn Tufail, al-Gazali, Aziz ad-Din Nasafi, Ubayd Zakani, Mullā Ṣadrā, Mohammad-Taqi Jafari und Mehdi Hairi Yazdi und ebenso mit den westlichen Philosophen wie John Locke, Jean-Jacques Rousseau, Immanuel Kant, Charles Taylor und Pierre Hadot.
Reza Hajatpour ist Autor zahlreicher wissenschaftlicher Werke und hat für etliche internationale Zeitungen Artikel verfasst. Sein Artikel „Der kurze Frühling der Freiheit“, erschienen am 25. Juni 2009 in der Neuen Zürcher Zeitung, wurde für den Medienpreis der Internationalen Gesellschaft für Menschenrechte (IGFM) („Menschenrechte im Iran“) nominiert.
Bei der Neubearbeitung des nach Friedrich Ueberweg benannten „Grundriss der Geschichte der Philosophie. Philosophie in der islamischen Welt“ unter der Leitung von Ulrich Rudolph (Hrsg.) im Verlag Schwabe & Co. AG in Basel, in Zusammenarbeit mit Anke von Kügelgen (Bern), hat er als Autor dem vierten Band „Die Geschichte der Philosophie im 19./20. Jahrhundert“ mitgewirkt.
Im Sommersemester 2012 trat er eine Vertretungsprofessur für das Fach Islamwissenschaft/Schwerpunkt Iran an der Universität Tübingen an. Seit Oktober 2012 ist er Inhaber des Lehrstuhls für Islamisch-Religiöse Studien mit Systematischem Schwerpunkt am Department Islamisch-Religiöse Studien (DIRS). Er lehrt Theologie/Philosophie/Mystik/Ethik an der Friedrich-Alexander-Universität Erlangen-Nürnberg (FAU), Philosophische Fakultät und Fachbereich Theologie. Von 2015 bis 2017 war er Prodekan der Philosophischen Fakultät und Fachbereich Theologie an der FAU.
Seit 2016 ist er Gastprofessor an der Universität Innsbruck am Institut für Islamische Theologie und Religionspädagogik.
Hajatpour ist Mitglied zahlreicher wissenschaftlicher und akademischer Einrichtungen.
2019 gründete er mit einigen Freunden auf Initiative von Reinhard Knodt die Akademie für den Ost-Westlichen Dialog der Kulturen, in der er bis Oktober 2022 als Präsident wirkte.

## Forschungsschwerpunkte
Seine Forschungsschwerpunkte bilden schiitischer Islam, Staatsdenken, Menschenrechte, Menschenbild, Reformdenken im Islam, Islamische Mystik, Islamische Ethik und Islamische Philosophie. Darüber hinaus hat er im Laufe seiner akademischen Laufbahn innerhalb der Islamwissenschaft ein dezidiert sozial- und kulturwissenschaftliches Profil entwickelt, das von seinen Publikationen zum Kontext der schiitischen Theologie und zur iranischen Zeitgeschichte, zum Religionsdiskurs in einer pluralen Gesellschaft sowie einer spirituellen Entfaltung der Glaubensinhalte untermauert wird.

## Philosophisches Denken
Reza Hajatpour ist ein Verfechter der Philosophie der „Symphonie der Differenzen“ und „der Freiheit zum existentiellen Selbstentwurf“. Wie Ulrich Rudolph hervorhebt, hat Hajatpour seine Studien nicht nur „als Islamwissenschaftler, sondern auch als islamischer Philosoph und Theologe geschrieben“.
Er geht von einer grundsätzlichen Autonomie des Menschen aus, die ihn befähigt, sich selbst zu konstituieren. Selbst der Glaube ist ein Entwurf des Menschen. Ohne Freiheit könne nicht vom Glauben gesprochen werden. Mit seiner Definition des Glaubens als Begehren, als Liebe zur Schönheit im Sinne der vollkommenen Ganzheit sieht Darius Asghar-Zadeh Hajatpour in der Tradition der islamischen ʿisq-Mystik stehend. Es gehe um Glaubensästhetik und nicht um Glaubensdogmatik. Eine moderne Theologie sei ohne eine kritische ethisch-humane Reflexion der Glaubensinhalte nicht ergiebig. Der existenzielle Entwurf geht Hand in Hand mit Selbstoptimierung, was Fragen in Bezug auf Eugenik und künstliche Intelligenz (KI) aufwirft.
Dementsprechend vertritt er die Idee der Ethik des Selbstentwurfes. Hierbei handele es sich um eine anthropologische Würdeethik frei von der religiösen Dogmatik. Es existiere demnach keine universelle Ethik, sondern höchstens eine humane Ethik, die nach verbindenden Tugenden sucht. Ebenso wenig gebe es eine absolute Wahrheit, sondern vielmehr unterschiedliche Perspektiven der Existenz. Nur das „Lebensprinzip“ [Bejahung des Lebens] als „Leitprinzip“ im Sinne der globalen Verwirklichung der Menschenrechte und Existenzberechtigung der Differenzen und deren Ankerkennung gelte als allgemeingültig.
Diese existentiellen Fragen spiegeln sich auch in seinen belletristischen Arbeiten wider. Das Leben im Exil und die Suche nach der Identität und Authentizität gehen mit der Frage der Selbstfindung und Selbstbildung in der Existenz einher. „Das was uns einigt, sind also am Ende nicht unsere Theorien und die „kleine Vernunft“ des Kopfes, (Nietzsche) sondern die „große Vernunft“ des Lebens selber.“

## Auszeichnungen
- Förderpreis der Otto-Friedrich-Universität Bamberg im Jahr 2000
- Nominierung für den Medienpreis der Internationalen Gesellschaft für Menschenrechte (IGFM) mit dem Artikel „Der kurze Frühling der Freiheit“, erschienen am 25. Juni 2009 in der Neuen Zürcher Zeitung

## Werke (Auswahl)

### Monographien
- Iranische Geistlichkeit zwischen Utopie und Realismus. Zum Diskurs über Herrschafts- und Staatsdenken im 20. Jahrhundert. Reichert Verlag. Wiesbaden. 2002, ISBN 978-3-89500-264-9
- Mehdi Hairi Yazdi interkulturell gelesen. Nordhausen. 2005, ISBN 978-3-88309-256-0
- Vom Gottesentwurf zum Selbstentwurf. Die Idee der Perfektibilität in der islamischen Existenzphilosophie. Freiburg Aufl./Jahr: 1. Aufl. 2013, ISBN 978-3-495-48573-6
- Sufismus und Theologie: Grenze und Grenzüberschreitung in der islamischen Glaubensdeutung. Karl Alber Verlag, Freiburg 2017, ISBN 978-3-495-48877-5
- Islamische Ethik. Einführung. Nomos Verlag, Freiburg 2021, ISBN 978-3-8487-7383-1

### Belletristik
- Der brennende Geschmack der Freiheit. Frankfurt/M. 2005, ISBN 978-3-518-12409-3
- Tage der Liebe. Im Schatten der Erinnerung. Leipzig. 2011. ISBN 978-3-940075-56-7
- Der schmale Weg. Leipzig. 2013. ISBN 978-3-940075-80-2

### Herausgeberschaft
- El Kaisy-Friemuth, Maha/Hajatpour, Reza/Abdel Rehem, Mohammed: Rationalität in der Islamischen Theologie zwischen Tradition und Moderne. Die Tradition. De Gruyter, Berlin 2019. ISBN 3-11-058859-5
- Adamson, Peter (Hrsg. 2019) Philosophy and Jurisprudence in the Islamic World (Hrsg. von Peter Adamson, Nadja Germann, Reza Hajatpour, Ulrich Rudolph, Georges Tamer). Volume 1. Berlin. De Gruyter, 2019.
- Hajatpour, Reza / El-Kaisy-Friemuth, Maha: Tradition und Innovation – Avicenna und Mulla Sadra im Dialog. De Gruyter, Berlin 2021.
- Nadja Germann und Mostafa Najafi (Hrsg. 2012) Philosophy and Language in the Islamic World (Hrsg. von Peter Adamson, Nadja Germann, Reza Hajatpour, Ulrich Rudolph, Georges Tamer). Volume 2. Berlin. De Gruyter, 2021. ISBN 978-3-11-055217-1
- El Kaisy-Friemuth, Maha/Hajatpour, Reza/Abdel Rehem, Mohammed: Rationalität in der Islamischen Theologie zwischen Tradition und Moderne. Die Moderne. De Gruyter, Berlin 2021. ISBN 978-3-11-049671-0

### Aufsätze
- Elemente der Aufklärung in John Lockes Essays, in: Hallische Beiträge zur Orientwissenschaft. Armenuhi Drost-Abgarjan u. Jürgen Tubach (Hrsg.): Sprache, Mythen und Mythizismen. Festschrift für Walter Beltz zum 65. Geburtstag am 25. April 2000. Bd. II. Halle (Saale). 2004, S. 305–331.
- Die Zeitschrift “al-Qahira”, in: „asien afrika lateinamerika”. Martin Robbe (Hrsg.): Vol. 22. 1994, PP. 219-225.
- Religiöser Pluralismus. Theologisch-philosophische Beobachtungen aus der Perspektive des schiitischen Islam, in: Heimbach-Steins, Marianne/Wielandt, Rotraud/Zintl, Reinhard (Hg.): Religiöse Identität(en) und gemeinsame Religionsfreiheit. Eine Herausforderung pluraler Gesellschaften, Würzburg 2006. ISBN 978-3-89913-531-2
- Auf der Suche nach dem verlorenen Paradies: Die Idee der Perfektibilität im Islam, in: Tubach, Jürgen/Drost-Abgarjan, Armenuhi/Vashalomidze, Sophia (Hg.): Sehnsucht nach dem Paradies. Paradiesvorstellungen im Judentum, Christentum, Manichäismus und Islam, Wiesbaden 2010. ISBN 978-3-447-06147-6
- Entwicklung der Philosophie im schiitischen Iran seit der Modernisierung, in: Orient. Deutsche Zeitschrift für Politik, Wirtschaft und Kultur des Orients. Berlin. IV/2009, S. 44–56.
- Art. Islam, in: Gröschner, Rolf/Kapust, Antje/Lembcke, Oliver W. (Hg.): Wörterbuch der Würde, Paderborn 2013, 238-240. ISBN 978-3-8252-8517-3
- Länder der Region im Porträt. Von der arabischen zur iranischen Revolution, in: Aus Politik und Zeitgeschichte. 61. Jahrgang. 39/2011. 26. September 2011, S. 16–20.
- Reflections and Legal Analysis of the Relationship between “Religious Government and Human Rights” from the Perspective of Grand Ayatollah Montaẓerī, in: Die Welt des Islams 51. Leiden. 2011, S. 382–408.
- Die Vorgeschichte der Arabischen Revolte: Die Grüne Revolution im Iran von 2009, in: Hanna Röbbelen, Peter Lintl, Georges Tamer (Hrsg.): Arabischer Aufbruch. Interdisziplinäre Studien zur Einordnung eines zeitgeschichtlichen Phänomens. Baden-Baden. 2014, S. 247–262. ISBN 978-3-8487-1386-8
- Mahiyyat al-kamal wa fikrat al-haraka al-gauhariyya ind ash-Shirazi, in: Mokdad Arfa Mensia (Hrsg.): nazarat fi falsafa Ibn Sina wa Mulla Sadra ash-Shirazi. Tunis. 2014, S. 239–257.
- Schönheits- und Vollkommenheitsbegriff. Der Versuch einer ästhetischen Theorie aus religionsphilosophischer Sicht im Islam, in: Andreas Feldtkeller, Notger Slenczka: Deutung des Wortes – Deutung der Welt im Gespräch zwischen Islam und Christentum. XXII. Reihlen-Vorlesung / XVI. Bonhoeffer-Vorlesung. Berliner Theologische Zeitschrift. Beiheft 2014. Leipzig (Evangelische Verlagsanstalt). 2015, S. 73–98. ISBN 978-3-374-03900-5
- Im Schweigen das Recht sprechen lassen, in: Nicole Jungsberger (Hrsg.): Simon Wiesenthal: Die Sonnenblume. Über die Möglichkeit und Grenzen von Vergebung. Europa Verlag. Berlin. 2015, S. 215–219. ISBN 978-3-95890-006-6
- Muslime in Deutschland – Für eine Philosophie der Anerkennung der Differenzen, in: Amir Dziri und Bacem Dziri (Hg.): Aufbruch statt Abbruch. Religion und Werte in einer pluralen Gesellschaft. Freiburg 2018, S. 266–283. ISBN 978-3-451-81201-9
- Was ist das Wesen der Philosophie im Islam? Eine ideengeschichtliche Spurensuche, in: Ahmad Milad Karimi (Hg.) falsafa. Jahrbuch für islamische
- Religionsphilosophie / Yearbook for Islamic Philosophy of Religion. Freiburg 2018, S. 156–183. ISBN 978-3-495-46903-3
- Lehr- und Lernpraktiken in der ḥauze vor und nach der Islamischen Revolution, In: Abbas Poya, Farid Suleiman und Benjamin Weineck (Hg.) Bildungskulturen im Islam. Islamische Theologie lehren und lernen. De Gruyter, Berlin 2021. S. 259–276. ISBN 978-3-11-073703-5
- Theologische, philosophische und mystische Zugänge zur islamischen Ethik, in: Erdnan Aslan (Hg. 2021): Handbuch islamische Religionspädagogik. Göttingen: Brill V&R unipress. S. 711–730. ISBN 978-3-8471-1366-9
- Muslimisches Seelenleben – Gegenstand und Tradition, in: Badawia, Tarek, Erdem, Gülbahar, Abdallah, Mahmoud (Hrsg.) Grundlagen muslimischer Seelsorge. Die muslimische Seele begreifen und versorge. VS Verlag für Sozialwissenschaften. Springer VS. Wiesbaden. 2020. S. 73–88. ISBN 978-3-658-29571-4

## Forschungsprojekte
Mitwirkung an der Neubearbeitung des nach Ueberweg benannten Grundriss der Geschichte der Philosophie. Philosophie in der islamischen Welt. Im 19. Und 20. Jahrhundert – Türkei, Iran und Südasien. Hrsg. Anke von Kügelgen (2021). Verlag Schwabe & Co. AG in Basel. Bd. 4/2. S. 918–947; 1015:1051. ISBN 978-3-7965-4320-3